# Neto (football, 1966)
Pour les articles homonymes, voir Neto.
José Ferreira Neto, plus connu sous le nom de Neto (né le 9 septembre 1966 à Santo Antônio de Posse dans l'État de São Paulo), est un footballeur international brésilien, qui évoluait au poste de milieu offensif, ailier ou second attaquant.

## Biographie

### Carrière en sélection
Avec l'équipe du Brésil, il dispute 15 matchs (pour 5 buts inscrits) entre 1988 et 1993. Il figure notamment dans le groupe des sélectionnés lors de la Copa América de 1991, où le Brésil atteint la finale.
Il participe également aux JO de 1988 organisés à Séoul.

## Palmarès

### Palmarès en club
Corinthians
- Championnat du Brésil (1) :
  - Champion : 1990.

- Championnat de São Paulo (2) :
  - Champion : 1987 et 1997.

### Palmarès en sélection
| Brésil olympique - Jeux olympiques : - Argent : 1988. |  | Brésil -20 ans - Championnat de la CONMEBOL -20 ans (1) : - Vainqueur : 1985. |

### Palmarès individuel
- Bola de Prata (1) : 1991